# ローラ・B06/51
ローラ B06/51 (Lola B06/51) は、ローラが開発したフォーミュラカー。フォーミュラ・ニッポンに2006年から2008年まで使用された。
なお、フォーミュラ・ニッポンの主催者である日本レースプロモーション (JRP) における呼称は「FN06」である。

## 開発の方針
ウイングカー（グランド・エフェクト・カー）化によるグランドエフェクト増大が大きなポイントである。これまでのシャシーは、ダウンフォース抑制のためフラットボトム規定に基づいて作られていたが、「FN06」は、サイドポッド下面後端形状とディフューザー周辺にベンチュリを構成できるようにしたウイングカーである。この結果、ダウンフォースは約10％増大。
さらに2007年は、バージボードとサイドポッド側面下部にスカートを追加し、リアウィングの3rdエレメントを廃止。ドラッグを低減しながらダウンフォースを安定して発生し、操縦性は一段と向上した。 よって、ドライバーが思い切ったバトルを繰り広げられるようになっている。
ただ一方で、ダウンフォースが増加した上、当時のフォーミュラ・ニッポンではパワーステアリングの使用が認められていなかったため、「ステアリングが重過ぎる」と訴えるドライバーが増加。このためドライバーの負担軽減を目的に、当初2009年からの採用が予定されていたパドルシフト（セミオートマチックトランスミッション）を1年前倒しして2008年から導入することとなった。
シャシーの改良については、走行性能に直接関係する部分は禁止されており、リヤビューミラー、ラジエターインテーク、ブレーキ冷却ダクトなどごく一部に限られている。そのためチーム間の性能格差は基本的に存在せず、各選手、チームはセッティングの工夫とドライバーの腕のみでライバルと戦わざるを得ない。その結果、レースでは接戦が多くなる。

## スペック

### シャーシ
- 全長：4,667.5 mm
- 全幅：1,879 mm
- ホイルベース：3,000 mm
- 前トレッド：1,503 mm
- 後トレッド：1,389 mm
- クラッチ：AP 4プレート（カーボンorメタル：チームで異なる）
- ブレーキキャリパー：ブレンボ 4ポット
- ブレーキディスク・パッド：カーボンメタル・スチール（ベンチレーテッドタイプ）
- ホイール：チームで異なる（BBS,RAYS）
- タイヤ：ブリヂストン
- 燃料タンク：135L ATL製
- ギヤボックス：ローラLT2A（6速シーケンシャル、2008年からザイテック製のパドルシフトが組み合された）

### エンジン
- 供給メーカー：ホンダ(HF386E)、トヨタ(RV8J)
- 気筒数・角度：V型8気筒・90度
- 排気量：3,000cc
- 最高回転数：10,300rpm（レギュレーションによる）
- 最大馬力：約550PS
- 重量：127kg
- スパークプラグ：チームで異なる
- 燃料：無鉛ハイオクガソリン（サーキットで異なる）
- 潤滑油：チームで異なる

### 各サーキットでのベストラップ
| サーキット         | ラップタイム（ドライバー）        | ラップタイム（ドライバー）                      |
| サーキット         | ホンダエンジン                    | トヨタエンジン                                  |
| ------------------ | --------------------------------- | ----------------------------------------------- |
| 富士スピードウェイ | 1'24.568 （伊沢拓也/2008年第1戦） | 1'24.290 （松田次生/2008年第1戦）               |
| 鈴鹿サーキット     | 1'40.510 （小暮卓史/2007年第7戦） | 1'40.929 （本山哲/2007年第7戦）                 |
| ツインリンクもてぎ | 1'33.259 （小暮卓史/2007年第8戦） | 1'33.167 （松田次生/2008年第3戦）               |
| 岡山国際サーキット | 1'16.218 （小暮卓史/2008年第4戦） | 1'15.831 （松田次生/2008年第4戦）               |
| スポーツランドSUGO | 1'07.156 （小暮卓史/2008年第8戦） | 1'06.918 （松田次生/2008年第8戦）               |
| オートポリス       | 1'33.424 （小暮卓史/2006年第5戦） | 1'33.760 （ロニー・クインタレッリ/2006年第5戦） |